# 2MASS 1507-1627
Désignations
2MASS 1507-1627 est une naine brune de la constellation de la Balance, située à 24,2 années-lumière de la Terre. Elle a été découverte en 1999 par I. Neill Reid et al.. Elle a un type spectral L5 ; sa température de surface est de 1 300 à 2 000 K. Comme pour les autres naines brunes de type spectral L, son spectre est dominé par les hydrures métalliques et les métaux alcalins. Son spectre présente également une faible bande d'absorption de silicates et une bande d'absorption de l'eau très variable, indiquant des structures complexes de nuages et de brume.
On soupçonne que la naine brune a une compagne substellaire sur une large orbite avec une période supérieure à 10 ans.